# Ciudadanos (programa de televisión)
Ciudadanos fue un programa de televisión emitido en Antena 3 y presentado por Julia Otero El programa, que se hace eco de qué es lo que preocupa e interesa a los ciudadanos para aportar las soluciones que buscan y necesitan, se estrenó el 18 de septiembre de 2013 y su emisión es ocasional.

## Formato
El programa pretende que el ciudadano pueda hacerse oír, verse reflejado y sentirse reconocido. No se trata de un debate, sino de un espacio para aportar soluciones concretas a situaciones muy determinadas en la que se puedan ver reflejados muchos ciudadanos. Por ello, hay muchos participantes que, con sus voces y situaciones personales, representarán a un amplio espectro de ciudadanos.

### Estructura del programa
- Los ciudadanos con sus problemas.
- El explicador experto desarrolla el problema con datos e información veraz.
- Los solucionadores, consejeros, asesores o ciudadanos que han superado el problema de distintas maneras aportan soluciones que conocen por su experiencia profesional. Sus consejos son de carácter práctico y/o motivacional.

### Asesores
Programa 1:
El primer especial de 'Ciudadanos' contó con la presencia de:
- Mikah de Waart: Entrenador personal y profesional.
- Marc Vidal: Emprendedor y empresario.
- Margarita Álvarez: Experta en mercado laboral de la empresa de Recursos Humanos Adecco.
- José D. Canseco: Especialista en Recursos Humanos y 'cazatalentos'.

Programa 2
El segundo especial de 'Ciudadanos' contó con la presencia de:
- Elsa Punset: Experta en inteligencia emocional.
- Jorge Dobón: Emprendedor más joven de España.
- Patricia Ramírez: Psicóloga de deportistas de élite.
- Carmen Pellicer: Pedagoga.
- Emilio Calatayud: Juez de menores que ha impuesto condenas como "acabar la ESO" o "aprender a leer y escribir".
- Gonzalo Bernardos: Profesor.

## Audiencias
| Temporada | Temporada | Episodios | Estreno                  | Final                | Audiencia    | Audiencia | Audiencia |
| Temporada | Temporada | Episodios | Estreno                  | Final                | Espectadores | Cuota     |           |
| --------- | --------- | --------- | ------------------------ | -------------------- | ------------ | --------- | --------- |
|           | 1         | 2         | 11 de septiembre de 2013 | 8 de octubre de 2013 | 893 000      | 9,3%      |           |

### Temporada 1: 2013
| N.º (serie) | N.º (temp.) | Título      | Fecha de emisión         | Audiencia        |
| ----------- | ----------- | ----------- | ------------------------ | ---------------- |
| 1           | 1           | «Desempleo» | 11 de septiembre de 2013 | 1 229 000 (9,6%) |
| 2           | 2           | «Educación» | 8 de octubre de 2013     | 558 000 (9,0%)   |